# Зам'ятниця
Зам'я́тниця — село у Черкаському районі Черкаської області, підпорядковане Медведівській сільській громаді. Населення — 280 чоловік.
Село розташоване на півночі району на правому березі річки Тясмин за 36 км від районного центру — міста Чигирин. На півночі сусідить з селом Деменці, на півдні з селами Медведівка і Мельники та на заході з селом Лубенці.
Назва села, за переказами старожилів, виникла від розташування населеного пункту. Зам'ятниця розташована в улоговині, оточеній горами і лісами. Коли гайдамаки гнали ляхів з Холодного Яру, то саме в цій місцевості останні зам'ялися, не відразу знайшли дорогу для втечі. Відтоді ніби й називається село Зам'ятницею.

## Історія
Перші згадки про існування села можна віднести на кінець 17 — початок 18 ст. У книзі Ю.Мариновського «Черкаська минувшина» публікується документ 25 травня 1725 року «Про передачу Мотронинському Троїцькому монастирю земель в Зам'ятниці обивателем медведівським Лаврусем».
В 1814 році село належало поміщику Корчевському. Жителі займались переважно хліборобством. У селі було 43 двори, у яких жило 133 селян і 2 чиновники.
У 1864 році Зам'ятниця належала до Худоліївського приходу, згодом братам К. і М. Ярузальським. У селі діяла особлива приходська церква, яку закрито в 1895 році через аварійний стан. Село поступово заповнювалось людьми і вже в 1900 році тут було 102 двори, у яких проживало 603 особи. У селі була школа грамоти, 4 вітряки та кузня. Ярузальські збудували тут гарний маєток, стайні, пекарню, цегельний завод.
Коли в 1918 році згідно з Берестейським договором німецькі війська прийшли в Україну, почалися контрибуції. Кожен двір повинен був щось здати — зерно, полотно, худобу та інше. Звозили все в Зам'ятницю, у помешкання пана Ярузальського. Охороні донесли, що незабаром приїдуть німці, щоб данину відправити на станцію Фундукліївка. Тоді монастирська охорона поїхала і без бою взяла німців у полон. Зерно роздали селянам.
Зам'ятниця входила до Холодноярської Республіки, і Чучупака не допускав на цій території радянської влади. У 30-х роках репресовано П.Гонденка та В.Канюку «за пособничество гайдамакам», як тоді називали учасників Холодноярської Республіки.
У 1928 році відкрито семирічну школу. З великими труднощами й небажанням у 1930 році створили у Зам'ятниці колгосп.
До 1958 року Зам'ятниця і Деменці розвивались і відбудовувались самостійно. У 50-х роках пройшла хвиля укрупнення сільських господарств, тому в 1959 році на базі колгоспів цих сіл та медведівського «Серп і молот» утворено спільне колгоспне господарство ім. Куйбишева. Зам'ятниця і Деменці отримали назву «дільниця № 3», яку очолив І. В. Щербина.
У 1970 році в селі побудовано дитячий садок. До 1975 року у Зам'ятниці діяла 8-річна школа, але з будівництвом у Медведівці нової школи, тут залишилася тільки початкова, що була закрита у 1986 році.
У 1991 році жителі села відновили власне колгоспне господарство, яке отримало назву ім. Кірова. У 1994 році відновлено роботу сільської ради. У 2000 році в селі створено два товариства — «Злагода» і «Зам'ятниця». Через рік ТОВ «Злагода» припинило діяльність. Нині всю землю обробляє ТОВ «Зам'ятниця».

## Відомі люди
У 1930-их роках у Зам'ятницькій семирічній школі вчителем української мови та літератури працював Міхненко Григорій Кирилович — український педагог, Заслужений вчитель Української РСР, Герой Соціалістичної праці.

## Галерея

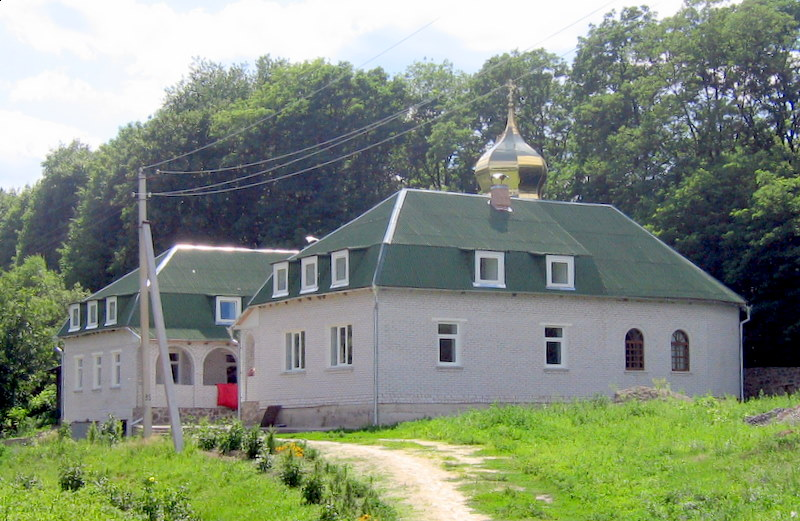
Церква
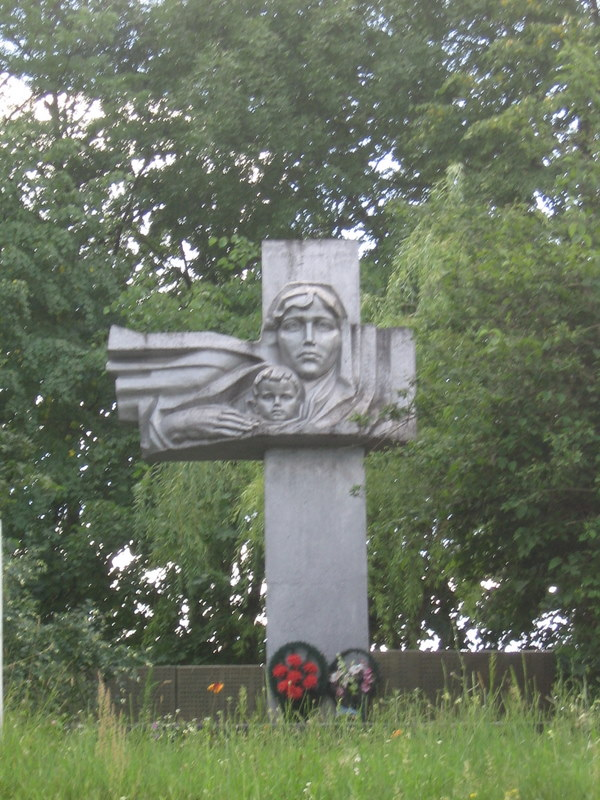
Пам'ятник